# Reino de Polonia (1385-1569)
La Era Jagellón (1385-1569) estuvo dominada por la unión personal de Polonia y Lituania bajo la dinastía Jagellón, fundada por el gran duque lituano Vladislao II de Polonia. La asociación se demostró beneficiosa para polacos y lituanos, que desempeñaron un papel predominante en uno de los imperios más poderosos de Europa durante los tres siglos siguientes.

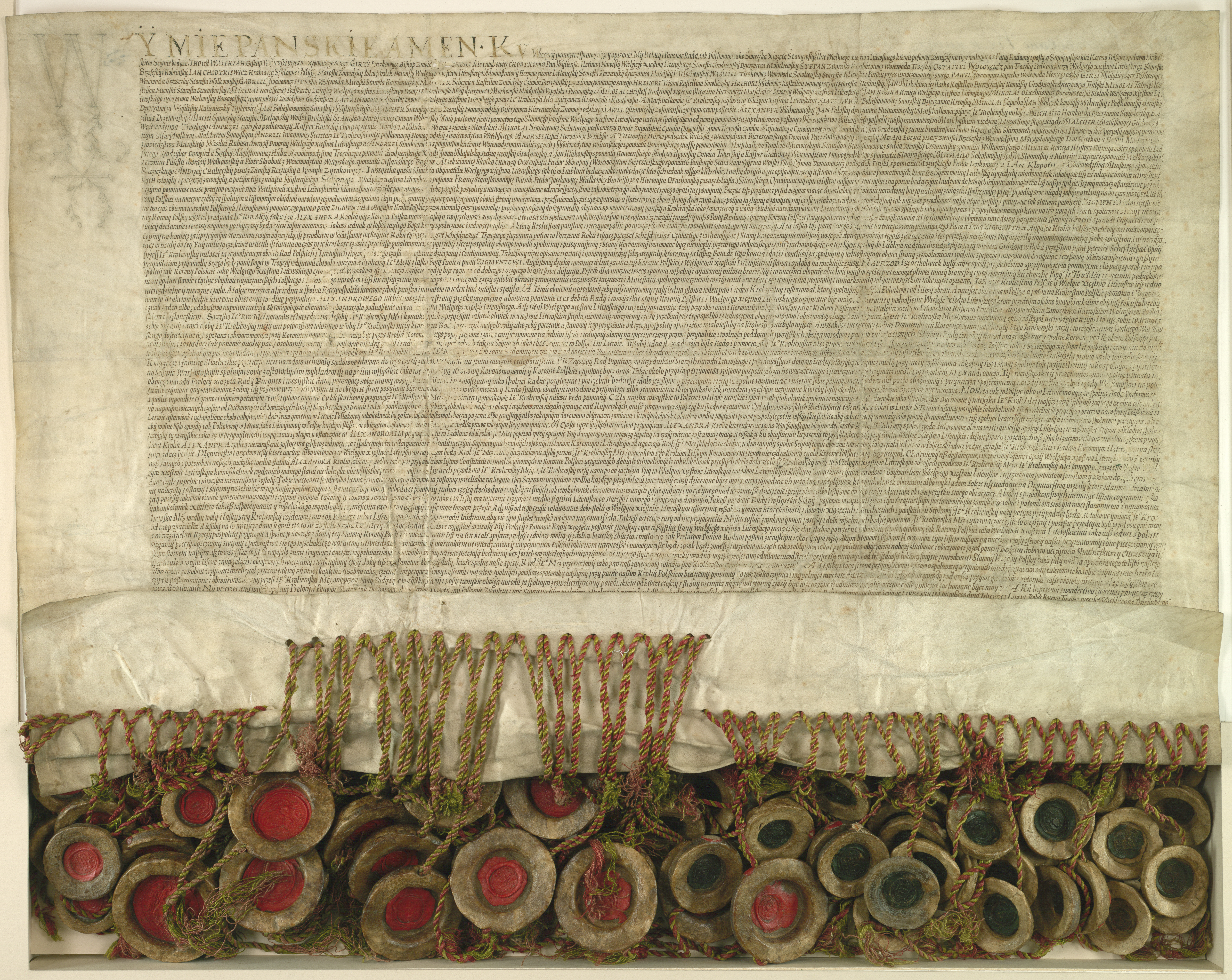
La Unión de Lublin que unió al Reino de Polonia y al Gran Ducado de Lituania en 1569.

## La Unión polaco-lituana
La asociación de Polonia con el Gran Ducado de Lituania, el último estado pagano de Europa, fue un remedio inmediato para el dilema político y militar que causó la extinción de la dinastía Piast. Al final del siglo XIV, Lituania era una unidad política bélica que se extendía por territorios de las actuales Bielorrusia y Ucrania. Arrumbando su hostilidad anterior, Polonia y Lituania vieron que compartían enemigos comunes, especialmente los caballeros teutónicos; esta situación fue un incentivo directo para la Unión de Krewo de 1385. El acuerdo llevó al matrimonio de la reina polaca Eduviges I de Polonia con Jogaila, que se convirtió en rey de Polonia con el nombre de Vladislao II (Władysław II); a cambio, el nuevo monarca aceptó el bautismo en nombre de su pueblo y aceptó confederar Lituania con Polonia. En 1387 se estableció el obispado de Vilna para convertir a los súbditos de Vladislao al catolicismo (la ortodoxia bizantina predominaba en algunas partes de Lituania). Desde un punto de vista militar, Polonia recibió protección contra los mongoles y tártaros, mientras que Lituania obtuvo refuerzos para su larga lucha con los caballeros teutónicos. 
La alianza polaco-lituana tuvo una influencia notable en la historia de Europa Oriental. Polonia y Lituania mantuvieron la unión más de cuatrocientos años, y durante los primeros tres siglos la Mancomunidad polaco-lituana fue una de las principales potencias del continente.
La asociación produjo pronto beneficios: en 1410 las fuerzas de la mancomunidad derrotaron a los caballeros teutónicos en la batalla de Grunwald (Tannenberg) durante la guerra polaco-lituano-teutónica; esta victoria puso fin a la larga contienda con los cruzados renegados. La nueva dinastía polaco-lituana, llamada Jagellón por su fundador, continuó aumentando sus territorios durante las décadas siguientes. A finales del siglo XV, representantes de los Jagellón reinaban en Bohemia y Hungría además de en Polonia-Lituania; la familia extendió su gobierno sobre virtualmente toda la Europa Oriental y Central. Esta federación se derrumbó en 1526 cuando los ejércitos del Imperio otomano alcanzaron una victoria aplastante en la batalla de Mohács (Hungría) y arrebataron Bohemia y Hungría a los Jagellón. Desde entonces los turcos constituyeron una amenaza para el centro de Europa.

## La edad de oro delsigloXVI
La dinastía Jagellón nunca recuperó la hegemonía perdida sobre Europa Central, y la amenaza otomana presagió el sometimiento final de toda la región al dominio extranjero; pero el medio siglo que siguió a la batalla de Mohács supuso una era de estabilidad, opulencia y avances culturales sin parangón en la historia de Polonia, y que es vista por los polacos como el siglo de oro de su país.

### Polonia y Lituania como potencias europeas
Los caballeros teutónicos habían sido reducidos al vasallaje, y a pesar de las persistentes amenazas por parte de los turcos y del emergente coloso del Principado de Moscú, el Gran Ducado de Lituania se las arregló para defender su estado de potencia europea. La diplomacia del siglo impidió la expansión territorial, pero protegió al país y permitió un desarrollo interno considerable. La «paz eterna» se firmó con los turcos otomanos en 1533, aunque esto no eliminó la amenaza de invasión.
La riqueza principal del reino era un lucrativo comercio de exportación agrícola. Hubo un gran crecimiento de la población de Europa occidental y esto aumentó la demanda de alimentos; la mancomunidad polaco-lituana se convirtió en el proveedor de grano más destacado de Europa. El grano se enviaba al extranjero desde el puerto báltico de Gdansk. Además de enriquecer las arcas polacas, el negocio del grano influyó en otros elementos notables del desarrollo nacional. Reafirmó la preeminencia de la nobleza, poseedora de tierras, que recibía sus beneficios, y ayudó a preservar una sociedad y economía tradicionalmente rurales, en un momento en que Europa Occidental se había empezado a mover hacia la urbanización y el capitalismo.

### El Gobierno de Polonia y Lituania
También en otros aspectos las características particulares de la Polonia de los Jagellón chocaban con las corrientes históricas de la temprana Europa moderna. Una era su singular estructura gubernamental. En una época que favorecía la firme acumulación de poder en las manos de los monarcas europeos, Polonia y el Gran Ducado de Lituania desarrollaron un sistema marcadamente descentralizado, dominado por una aristocracia que mantenía a raya la autoridad real. La nobleza polaca, o szlachta, gozaba de los considerables beneficios de poseer las tierras y controlar el trabajo campesino. Los nobles no eran los dueños de la vida y la muerte de los campesinos, pero estos no podían abandonar el pueblo sin permiso del señor. La szlachta incluía del 7 al 10 por ciento de la población, siendo una clase noble muy grande para lo habitual en Europa. La nobleza manifestó una solidaridad de grupo impresionante a pesar de las grandes diferencias individuales en riqueza y prestigio. Con el tiempo, los señores feudales polacos obtuvieron una serie de concesiones reales y garantías que invistieron al Parlamento noble —el Sejm— con un control decisivo sobre la mayoría de los asuntos del Estado; entre los poderes parlamentarios se contaba el derecho exclusivo a promulgar leyes.
En 1505 el Sejm aprobó que no pudiera establecerse una ley nueva sin el acuerdo de la nobleza (el acta de Nihil novi). El rey Alejandro I Jagellón fue obligado a aceptar este acuerdo. El Sejm operó con el principio de consentimiento unánime: cada noble contaba como un soberano. Como salvaguarda de los derechos de las minorías parlamentarias, el uso polaco sancionó el derecho de un grupo de señores a formar una confederación, que en efecto permitía los levantamientos para exigir la reparación de agravios. La nobleza también poseyó el derecho crucial para elegir al monarca, aunque los Jagellones eran de hecho aunque no de derecho una casa real hereditaria. El rey tenía que conceder privilegios a los nobles para promover la elección de sus hijos al trono. Esos privilegios redujeron la autoridad real. Segismundo II Augusto Jagellón, el último de la dinastía Jagellón, no tuvo descendencia. El prestigio de los Jagellones y la certeza de que conservarían el trono en las sucesivas elecciones de soberano supusieron un elemento de cohesión que contrarrestó las fuerzas disociadoras inherentes al sistema estatal.
Algunos historiadores han criticado el delicado mecanismo gubernamental polaco-lituano y lo han tachado propenso a la anarquía. Aunque su fracaso final contribuyó grandemente a la pérdida de la independencia en el siglo XVIII, el sistema funcionó con bastante eficacia durante doscientos años, generando un espíritu de liberalidad cívica sin par en la Europa del momento. El conjunto de garantías legales que la nobleza generalmente promulgó para sí anticipó los derechos ciudadanos de las democracias modernas, y el recuerdo de las libertades doradas de la mancomunidad es un elemento importante del sentido polaco actual sobre su tradición de libertad. Por otro lado, la exclusión de la nobleza más baja de la mayoría de esas salvaguardas causó intenso resentimiento entre esta, una clase en esencia empobrecida, y la aristocracia aprobó leyes a comienzos del siglo XVI que hizo de los campesinos esclavos virtuales de las florecientes empresas agrícolas.

### Polonia-Lituania en la época de la Reforma

Evolución de la frontera ruso-polaco-lituana.
Livonia
Otros territorios
A Rusia hasta el 1494
A Rusia en 1494
A Rusia en 1503
A Rusia en 1514
A Rusia en 1536
Recuperado por Lituania (Liubech) en 1508
Recuperado por Lituania (Gomel) en 1537
Unión de Lublin:
Polonia antes de la Unión de Lublin
El Gran Ducado de Lituania tras la Unión de Lublin
Territorio cedido por Lituania a Polonia justo antes de la Unión de Lublin (voivodatos de Kiev, Podlaskie, Bracław y Volinia)
Principales batallas libradas por Polonia y Lituania. En rojo: contra los tártaros; en negro: contra Rusia. Con fechas.
Principales fortalezas

Desde un punto de vista moderno, el primordial aspecto liberal de la Polonia de los Jagellones fue la inusitada tolerancia de las diferencias religiosas. Esta prevaleció incluso durante los levantamientos religiosos, las guerras, y las atrocidades relacionadas con la implantación de la  Reforma protestante y sus repercusiones en muchas partes de la Europa de siglo XVI. La Reforma llegó a Polonia entre 1523 y 1526. Los pequeños grupos calvinistas, luteranos, y husitas que se formaron fueron perseguidos severamente por la Iglesia católica en los primeros años. Pero en 1552 el Sejm abolió la ejecución civil de las condenas eclesiásticas por herejía. Durante los ciento treinta años siguientes, Polonia permaneció sólidamente católica, pero se negó a perseguir las diferencias religiosas y se mantuvo como refugio de una amplia  variedad de inconformistas religiosos. 
Tal tolerancia derivó tanto de la necesidad como del principio, porque el país lo componía una población de gran diversidad étnica y religiosa además de los católicos, como los ortodoxos orientales, los protestantes, y numerosos habitantes no cristianos. En particular, después de mediados del siglo VI las tierras polacas contaban con la mayor concentración del mundo de judíos, cuyo número se calculaba en ciento cincuenta mil en 1582. Con los Jagellones, los judíos sufrieron menos restricciones en Polonia-Lituania que en el resto de Europa y se establecieron como mercaderes y gerentes de propiedades de los nobles.

### El Renacimiento polaco
El siglo XVI fue quizás la fase más ilustre de la historia cultural polaca. Durante este periodo, Polonia-Lituania obtuvo gran inspiración artística de los italianos con quienes la corte jagellón cultivó relaciones estrechas. Se importaron estilos característicos de los estados de Italia, propios del Renacimiento tardío. Estas influencias se reflejaron en la famosa arquitectura de Cracovia, capital real hasta que esa condición pasó a Varsovia en 1611. La Universidad de Cracovia ganó reputación internacional como centro cosmopolita de aprendizaje, y en 1543 su estudiante más ilustre, Nicolás Copérnico (Mikolaj Kopernik), revolucionó literalmente la ciencia de la astronomía. 
Este periodo trajo también la madurez de la literatura polaca, modelada según la moda de la renacentista occidental. El diletante Mikołaj Rej fue el primer escritor polaco importante que empleó la lengua vernácula, aunque es al elegante clasicista Jan Kochanowski (1530-1584) al que se reconoce como el genio de la época. Prolífico en varios géneros y dominando igualmente el polaco y el latín, Kochanowski es considerado ampliamente el mejor poeta eslavo antes del siglo XIX.

### Las regiones orientales del reino
La población de Polonia-Lituania no era abrumadoramente católica ni polaca. Esta circunstancia era el resultado de la federación con Lituania, donde los polacos étnicos eran minoría. Por aquel entonces, ser polaco no era un característica étnica sino de rango; era una designación reservada principalmente a la clase noble, que incluía tanto miembros de origen polaco como no polaco. En general, las familias nobles no polacas de Lituania adoptaron el idioma y la cultura polacos. Como resultado, en los territorios orientales del reino la aristocracia polaca o polaquizada dominaba al campesinado, que en su mayoría no era ni polaco ni católico. Esto engendró un resentimiento que después creció en movimientos nacionalistas separados —lituano, bielorruso y ucraniano—.
A mediados del siglo XVI, la unión de Polonia y Lituania buscó maneras de mantener la cohesión de tan diverso reino y de evitar dos amenazas. La primera la suponía Moscú: desde finales del siglo XV, una serie de ambiciosos zares de la casa de Rúrikovich había llevado al Principado de Moscú a competir con el Gran Ducado de Lituania por la influencia sobre los territorios eslavos situados entre los dos Estados. La segunda era la ausencia de heredero varón para el reino por la falta de hijos de Segismundo II Augusto (1548-1572). La dinastía Jagellón desapareció a su muerte. A continuación, la Unión de Lublin de 1569 transformó la confederación flexible y la unión personal de la época de los Jagellones en una Mancomunidad polaco-lituana, que ahondó y formalizó los lazos entre Polonia y Lituania.